# Pfarrhaus Ebertshausen (Odelzhausen)

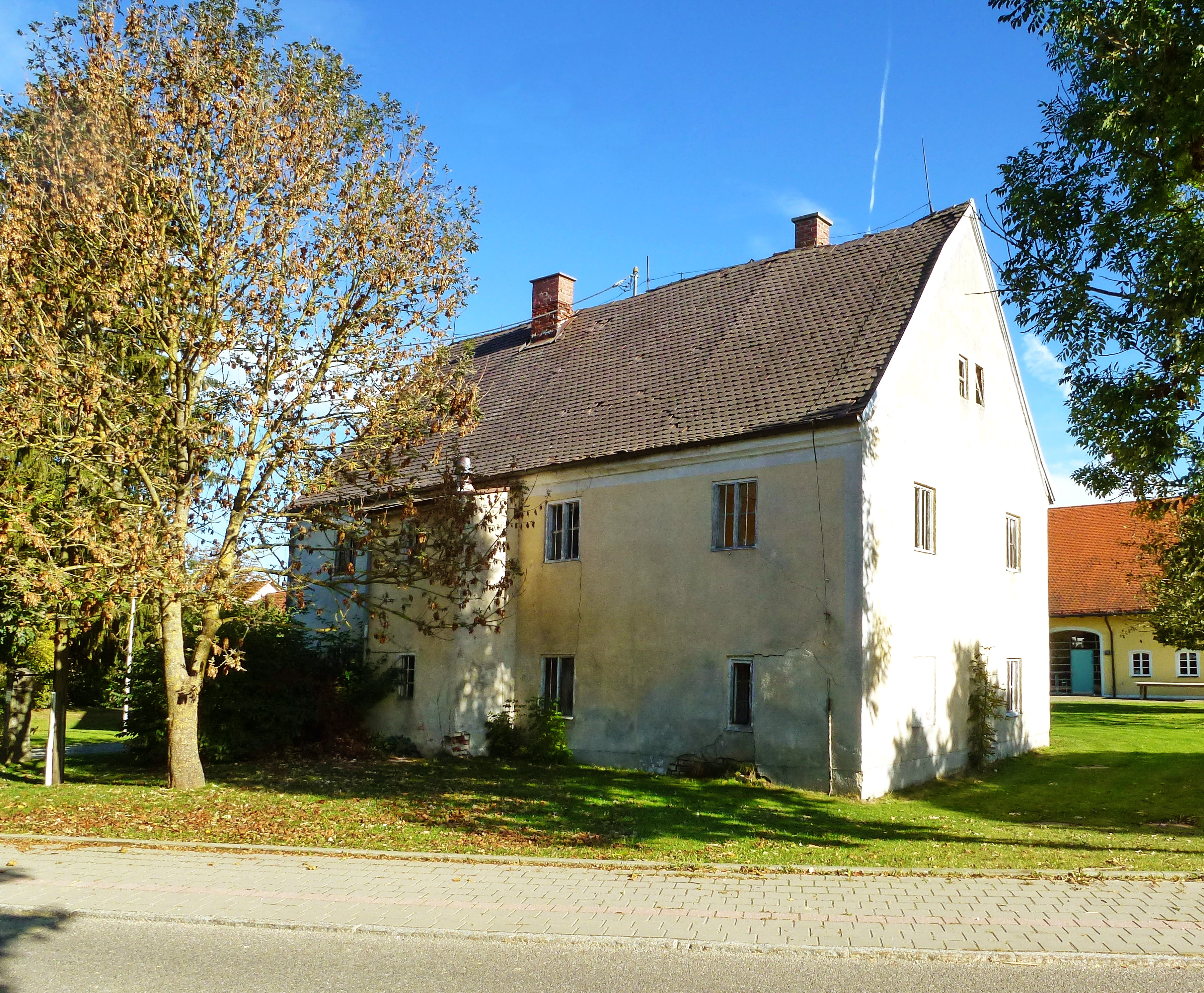
Ehemaliges Pfarrhaus in Ebertshausen (2015)

Das Pfarrhaus in Ebertshausen, einem Gemeindeteil von Odelzhausen im oberbayerischen Landkreis Dachau, ist ein geschütztes Baudenkmal.
Das ehemalige Pfarrhaus wurde im 18. Jahrhundert errichtet und im 19. Jahrhundert nach Westen erweitert. Der zweigeschossige Bau an der St. Michael-Straße 5, westlich der katholischen Pfarrkirche St. Benedikt, besitzt ein Satteldach und vier zu drei Fensterachsen. 